# 普朗特数
普兰特数（英語：Prandtl number，縮寫：{\displaystyle \mathrm {Pr} }） ，是一個流體力學無因次的純量，以德国力学家路德维希·普朗特（Ludwig Prandtl）的名字命名，表示動黏滯係數和熱擴散率的比例，也可以視為動量傳輸及熱量傳輸速率的比例。

## 定義
普兰特数的定義如下 :
{\displaystyle \mathrm {Pr} ={\frac {\nu }{\alpha }}={\frac {c_{p}\mu }{k}}}
其中:
- {\displaystyle \nu } : 运动黏滯係數, {\displaystyle \nu =\mu /\rho }, (SI制單位 : m2/s)
- {\displaystyle \alpha } : 熱擴散率, {\displaystyle \alpha =k/(\rho c_{p})}, (SI制單位 : m2/s)
- {\displaystyle \mu } : 动力黏滯係數 (SI制單位 : Pa s)
- k : 熱傳導係數 (SI制單位 : W/(m K) )
- cp : 定压比熱 (SI制單位 : J/(kg K) )
- {\displaystyle \rho } : 密度

雷諾數或格拉斯霍夫數的公式中有包含一個表示長度的變數，而普兰特数{\displaystyle \mathrm {Pr} }的公式中沒有類似的變數，表示{\displaystyle \mathrm {Pr} }和孔徑、長度或特徵長度等參數無關，只和流體及其狀態有關。在描述物質特性的表中，除了列出黏滯係數及熱傳導係數外，有時也會列出普兰特数{\displaystyle \mathrm {Pr} }。

## 常見物質的Pr
以下是一些常見物質的{\displaystyle \mathrm {Pr} }:
- 空氣及氣體約 0.7-0.8
- 惰性氣體、氫氣或惰性氣體的混合物約 0.16-0.7
- 水大約是 7
- 地球的地函約是10×1024
- 機油範圍在 100 到 40,000 之間
- R-12冷媒約在 4 到 5 之間
- 水銀約 0.015

對水銀而言，由於熱擴散率遠大於動黏滯係數，熱量主要會以傳導的方式傳遞，以熱傳導的方式傳播熱量會比對流有效。對於機油則恰好相反，動黏滯係數遠大於熱擴散率，熱量主要會以對流的方式傳遞，以對流的方式傳播熱量會比熱傳導有效。
在熱量傳播的應用中，{\displaystyle \mathrm {Pr} }控制動量邊界層及熱邊界層的相對厚度。Pr小表示熱擴散速率會比速度(動量)擴散速率要快。因此液態金屬（如水銀）的熱邊界層厚度會比速度邊界層大很多。
質量傳播也有類似普兰特数的無因次量，稱為施密特數{\displaystyle \mathrm {Sc} }。